# Milan-San Remo 1922
La 15e édition de la course cycliste, Milan-San Remo a eu lieu le 2 avril 1922 et a été remportée par l'Italien Giovanni Brunero, battu au sprint l'année précédente. 

## Classement final
|    | Cycliste            | Pays   | Équipe           | Temps            |
| -- | ------------------- | ------ | ---------------- | ---------------- |
| 1  | Giovanni Brunero    | Italie | Legnano-Pirelli  | 10 h 14 min 31 s |
| 2  | Costante Girardengo | Italie | Bianchi-Salga    | + 22 s           |
| 3  | Bartolomeo Aimo     | Italie | Legnano-Pirelli  | + 39 s           |
| 4  | Adriano Zanaga      | Italie | Ganna-Dunlop     | + 44 s           |
| 5  | Alfredo Sivocci     | Italie | Legnano-Pirelli  | + 10 min 39 s    |
| 6  | Pietro Bestetti     | Italie | Maino-Bergougnan | + 16 min 49 s    |
| 7  | Ugo Agostoni        | Italie | Legnano-Pirelli  | + 24 min 33 s    |
| 8  | Pietro Linari       | Italie | Legnano-Pirelli  | + 35 min 42 s    |
| 9  | Franco Giorgetti    | Italie | Legnano-Pirelli  | + 35 min 42 s    |
| 10 | Luigi Annoni        | Italie | Legnano-Pirelli  | + 35 min 42 s    |